# Red Bull, der letzte Apache
Red Bull, der letzte Apache ist ein 1920 entstandener Stummfilm-Western aus der Reihe abenteuerlicher Filme des Regisseurs Phil Jutzi, die auch als „Neckar-Western“ bekannt wurden. Conny Carstennsen spielt wiederum die Hauptrolle des nicht erhaltenen Werkes. Daneben waren Dorle Rebah und Frau Marlow zu sehen. Die Internationales Film-Institut GmbH in Heidelberg produzierte; Jutzi schrieb auch das Drehbuch. Die Filmlänge beträgt 1264 Meter.